# Namli
Namli là một thị xã và là một nagar panchayat của quận Ratlam thuộc bang Madhya Pradesh, Ấn Độ.

## Địa lý
Namli có vị trí 23°26′B 75°03′Đ / 23,43°B 75,05°Đ Nó có độ cao trung bình là 490 mét (1607 feet).

## Nhân khẩu
Theo điều tra dân số năm 2001 của Ấn Độ, Namli có dân số 8475 người. Phái nam chiếm 51% tổng số dân và phái nữ chiếm 49%. Namli có tỷ lệ 65% biết đọc biết viết, cao hơn tỷ lệ trung bình toàn quốc là 59,5%: tỷ lệ cho phái nam là 77%, và tỷ lệ cho phái nữ là 53%. Tại Namli, 15% dân số nhỏ hơn 6 tuổi.